# Raphaël Salem
Raphaël Salem (Salonica, 7 de novembro de 1898 — Paris, 20 de junho de 1963) foi matemático grego. Dá seu nome aos números Salem e aos conjuntos Salem-Spencer. Sua viúva criou o Prêmio Salem.

## Biografia
Raphaël Salem era filho de Emmanuel e Fortunée Salem. Seu pai era um conhecido advogado que lidava com negócios internacionais. Raphaël foi criado em uma família judia que seguia as tradições de seus ancestrais. Aos 15 anos a família mudou-se para a França e Salem frequentou o Lycée Condorcet por dois anos. Acreditando que seguiria os passos do pai, Salem entrou na Faculdade de Direito da Universidade de Paris. Seus interesses, entretanto, não eram direito, mas sim matemática e engenharia. Logo depois que Salem começou a fazer cursos de matemática com Jacques Hadamard enquanto continuou seus estudos de direito. Em 1919 ele se formou em direito. Começou então a fazer o doutorado em direito, mas rapidamente decidiu mudar para a ciência, que havia estudado por anos paralelamente ao seu trabalho em direito.
Depois de receber sua licença em ciências pela Sorbonne, trabalhou para se formar em engenharia. Em 1921 recebeu o diploma de Ingénieur des Arts et Manufactures da École centrale des arts et manufactures. Depois de completar seus estudos em direito, ciência e engenharia, Salem entrou então no setor bancário e começou a trabalhar para o Banque de Paris et des Pays-Bas em 1921. Em seu tempo livre, ele trabalhou na série de Fourier, um tema que o interessou ao longo de sua vida.
Na primavera de 1939, Salem colaborou com o jovem e brilhante matemático polonês Józef Marcinkiewicz, onde continuou a escrever artigos de matemática enquanto trabalhava para o banco. Com a deterioração da situação política na França e o início da Segunda Guerra Mundial em setembro de 1939, Salem foi convocado para o serviço militar. Ele foi designado para o Deuxième Bureau do Estado-Maior do Exército Francês. Ele foi enviado à Inglaterra para auxiliar o Chefe do Comitê de Coordenação Franco-Britânico, mas foi desmobilizado em junho de 1940. Salem deixou a Inglaterra no outono de 1940 e emigrou para os Estados Unidos, onde se estabeleceu Cambridge, Massachusetts. Em 1941, foi nomeado professor de matemática no MIT, onde foi rapidamente promovido e tornou-se assistente e professor associado. Em 1958 foi nomeado professor da Sorbonne e viveu em Paris até à sua morte. Após a morte de Salem, sua esposa estabeleceu um prêmio internacional para contribuições importantes para a série de Fourier.

## Vida pessoal
Em 1923, Salem casou-se com uma jovem chamada Adriana e o casal teve três filhos: uma filha e dois filhos. Seu pai morreu em Paris em 1940 enquanto sua mãe, sua irmã, o marido de sua irmã e o filho de sua irmã foram todos presos e deportados para um campo de concentração nazista onde todos morreram. O filho mais velho de Salem sobreviveu à guerra e se alistou nas forças francesas livres e participou dos desembarques aliados no sul da França em 1944. Nessa época, os sobrevivente de sua família haviam conseguido escapar da França e se mudaram para o Canadá.
Além do interesse pela matemática, Salem também amava música e tocar violino, preferindo tocar em quartetos. Ele também se interessava por artes e literatura. Ele também gostava de esportes, especialmente esqui e passeios a cavalo.